# Campionato del mondo rally 2004

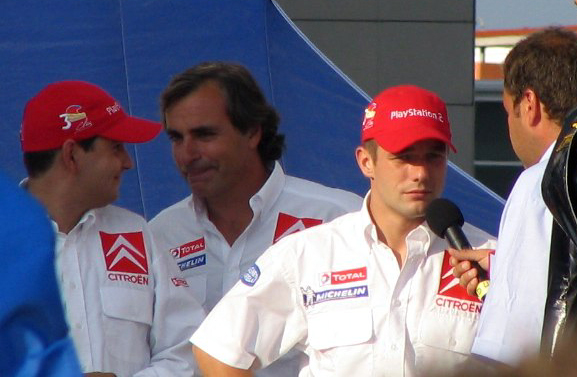
Sébastien Loeb (a destra), vincitore del titolo piloti 2004, con il copilota Daniel Elena (a sinistra) e il compagno di squadra Carlos Sainz, prima dell'avvio del rally di Finlandia.

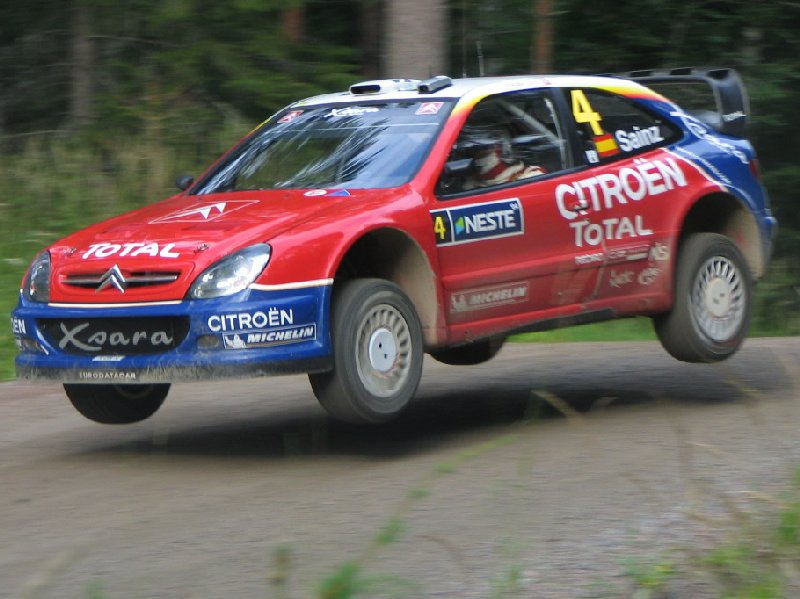
La Citroën Xsara WRC, vettura con la quale la squadra Citroën bissò il titolo costruttori, qui con alla guida Carlos Sainz durante il rally di Finlandia.

Il Campionato del mondo rally 2004 è stata la 32ª edizione del campionato del mondo rally, manifestazione riconosciuta dalla Federazione Internazionale dell'Automobile, e si è svolto dal 23 gennaio al 14 novembre 2004.
La serie iridata, composta da 16 prove collocate in altrettante nazioni, era nuovamente supportata dal campionato mondiale per vetture produzione (PWRC), dedicato alle vetture di Gruppo N strettamente derivate dalla serie, e dal campionato piloti Junior WRC (JWRC), istituito nel 2001, che assegnava il trofeo ai giovani piloti che si cimentavano nella classe Super 1600. Entrambe le serie di supporto erano costituite da sette tappe ciascuna.
Il campionato piloti vide trionfare per la prima volta il francese Sébastien Loeb alla guida di una Citroën Xsara WRC, che dominò la stagione infliggendo un distacco di 36 punti nei confronti del norvegese Petter Solberg su Subaru Impreza WRC2004, detentore del titolo 2003; terzo sul podio finale fu l'estone Markko Märtin al volante di una Ford Focus RS WRC 04, distanziato di 3 punti da Solberg. Il titolo costruttori venne invece vinto dalla scuderia francese Citroën Total World Rally Team, al suo secondo alloro consecutivo.
Nel campionato PWRC si impose il britannico Niall McShea su Subaru Impreza WRX STi, mentre nello Junior WRC lo svedese Per-Gunnar Andersson al volante di una Suzuki Ignis S1600.

## Calendario

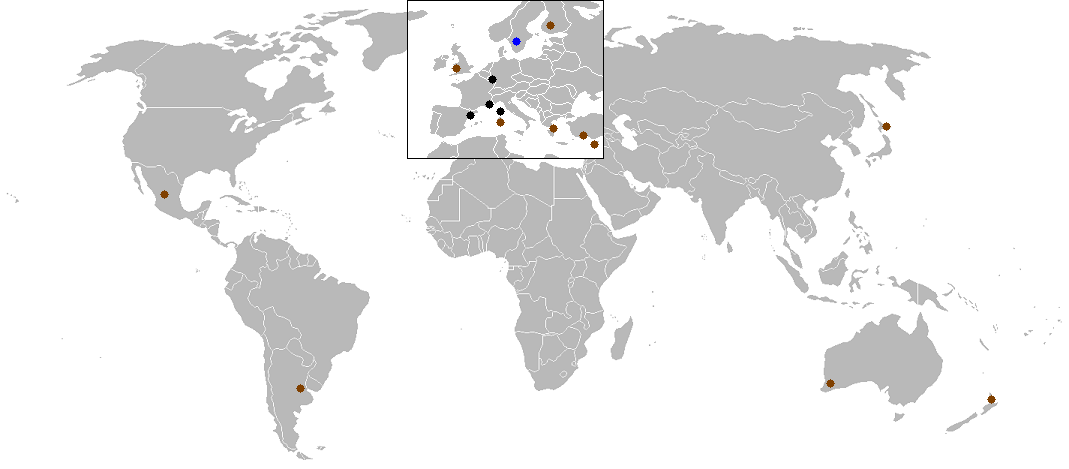
Mappa che illustra le sedi di gara del mondiale 2004

Il campionato, con i suoi sedici appuntamenti disputatisi in altrettante nazioni, toccò cinque continenti (tutti tranne l'Africa), con undici gare tenutesi in Europa, due in Oceania, una in America del Nord, una in America del Sud e una in Asia.
| Tappa | Data            | Rally                                  | Sede                                   | Superficie   |
| ----- | --------------- | -------------------------------------- | -------------------------------------- | ------------ |
| 1     | 23–25 gennaio   | 72ème Rallye Automobile de Monte-Carlo | Monte Carlo, Principato di Monaco      | Asfalto/Neve |
| 2     | 6–8 febbraio    | 53rd Uddeholm Swedish Rally            | Karlstad, Contea di Värmland           | Neve         |
| 3     | 12–14 marzo     | 1º Corona Rally México                 | León, Guanajuato                       | Sterrato     |
| 4     | 15–18 aprile    | 35th Propecia Rally New Zealand        | Auckland, Regione di Auckland          | Sterrato     |
| 5     | 14–16 maggio    | 32nd Cyprus Rally                      | Limassol, Distretto di Limassol        | Sterrato     |
| 6     | 3–6 giugno      | 51st Acropolis Rally of Greece         | Lamia, Grecia Centrale                 | Sterrato     |
| 7     | 24–27 giugno    | 5th Rally of Turkey                    | Kemer, Provincia di Adalia             | Sterrato     |
| 8     | 15–18 luglio    | 24º CTI Movil Rally Argentina          | Villa Carlos Paz, Provincia di Córdoba | Sterrato     |
| 9     | 6–8 agosto      | 54th Neste Rally Finland               | Jyväskylä, Finlandia centrale          | Sterrato     |
| 10    | 20–22 agosto    | 23. OMV ADAC Rallye Deutschland        | Treviri, Renania-Palatinato            | Asfalto      |
| 11    | 3–5 settembre   | 4th Rally Japan                        | Obihiro, Prefettura di Hokkaidō        | Sterrato     |
| 12    | 16–19 settembre | 60h Wales Rally GB                     | Cardiff, Galles                        | Sterrato     |
| 13    | 1º–3 ottobre    | 1º Supermag Rally Italia Sardinia      | Olbia, Sardegna                        | Sterrato     |
| 14    | 15–17 ottobre   | 48ème Tour de Corse - Rallye de France | Ajaccio, Corsica                       | Asfalto      |
| 15    | 29–31 ottobre   | 40º Rallye Catalunya - Costa Brava     | Lloret de Mar, Catalogna               | Asfalto      |
| 16    | 11–14 novembre  | 17th Telstra Rally Australia           | Perth, Australia Occidentale           | Sterrato     |

### Cambiamenti nel calendario
Il numero delle gare passò da 14 a 16, venendo inseriti in calendario per la prima volta il Rally del Messico, da disputarsi a marzo come terza prova stagionale nonché la prima su terra, e il Rally del Giappone, da svolgersi a ottobre come undicesimo appuntamento e anch'esso su superficie sterrata.
Il cambiamento più rilevante fu la sostituzione del Rally di Sanremo, classico appuntamento che nel 2003 raggiunse la trentesima presenza nel calendario mondiale, con il Rally di Sardegna, da corrersi sempre a ottobre come tredicesima gara della stagione sullo sterrato anziché sull'asfalto, ereditando inoltre la denominazione di Rally d'Italia.
Cambiamenti secondari furono lo slittamento del Rally d'Argentina da maggio a luglio, del Rally di Turchia da fine febbraio a giugno, del Rally di Germania da luglio ad agosto e del Rally d'Australia da settembre a novembre come gara conclusiva; il Rally di Cipro e quello di Gran Bretagna vennero invece anticipati rispettivamente da giugno a maggio e da novembre a settembre.

## Cambiamenti nel regolamento
Rispetto alla stagione 2003, nel 2004 furono apportate alcune modifiche nei regolamenti sportivo e tecnico.

### Regolamento sportivo
- Da questa stagione si ritornò al sistema secondo il quale ciascuna squadra iscritta al campionato marche poté schierare al massimo due vetture eleggibili a marcare punti per la classifica generale costruttori. Nelle precedenti due stagioni (2002 e 2003) il limite massimo era invece di tre anche se potevano contribuire ai punti soltanto i primi due equipaggi classificati.
- Venne sperimentata la regola del SupeRally, ovvero se un equipaggio dovesse ritirarsi prima del termine di una frazione giornaliera, gli sarebbe consentito ripartire il giorno successivo, perdendo tuttavia il diritto di marcare punti e di venire classificato al termine dell'evento. Tale sistema fu adottato a partire dal rally dell'Acropoli, sesto appuntamento stagionale.
- A partire dal Rally della Nuova Zelanda venne introdotta una novità in merito alle ricognizioni delle prove speciali da parte degli equipaggi partecipanti. Chiamato Mille Pistes, il nuovo sistema prevedeva non più due sessioni da effettuarsi nei giorni precedenti l'avvio di ogni evento ma una soltanto, più un'altra da svolgersi al mattino prima dell'inizio di ogni giornata di gara. Vi poterono inoltre essere impiegate anche auto da corsa. Il nuovo regolamento venne tuttavia criticato dalla quasi totalità degli equipaggi[2].

### Regolamento tecnico
- A partire dal rally del Messico, terza gara del campionato, vennero introdotte delle restrizioni riguardo ai treni di pneumatici a disposizione di ogni equipaggio per ogni appuntamento: essi avevano a disposizione un numero massimo di unità pari a dieci volte i cambi di gomme previsti in ogni appuntamento, senza distinzioni tra le varie tipologie delle stesse; per esempio, se in una gara erano previste sei soste al parco assistenza, e quindi sei cambi gomme, l'equipaggio in questione aveva a disposizione non più di 60 gomme da utilizzare per tutto l'evento, le quali dovevano essere dichiarate prima dell'inizio di ogni gara e marchiate dagli organizzatori.

## Squadre e piloti

### Le premesse
I team della stagione 2004 ufficialmente iscritti furono cinque, quattro dei quali erano gli stessi che parteciparono al mondiale 2003, tranne Škoda, che tornò a gareggiare soltanto a partire dalla sesta gara ma senza essere iscritta ufficialmente al campionato, mentre la Hyundai aveva già abbandonato definitivamente nel 2003 a stagione in corso, avendo disputato soltanto i primi dieci appuntamenti mondiali, e pertanto non fu presente nell'edizione 2004. Tornò invece nel gruppo la squadra ufficiale Mitsubishi, che si era presa una pausa nell'annata precedente per sviluppare la nuova auto.

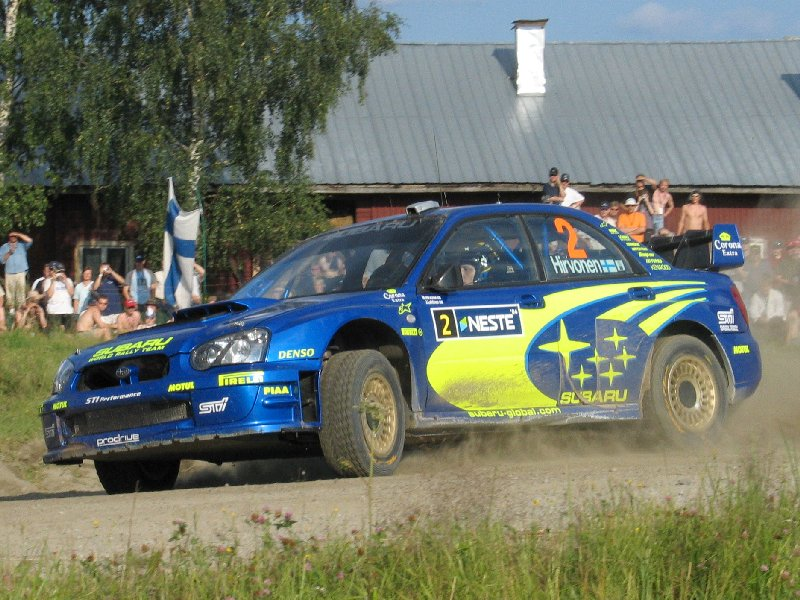
La nuova Subaru Impreza WRC2004 di Mikko Hirvonen

- 555 Subaru World Rally Team: La casa delle Pleiadi, reduce dalla vittoria nel campionato piloti 2003 con Petter Solberg, confermò il norvegese come prima guida e con il numero 1 sulle fiancate, mentre per sostituire il quattro volte campione del mondo finlandese Tommi Mäkinen, ritiratosi dall'attività agonistica al termine della stagione 2003, il team giapponese aveva inizialmente stipulato un contratto biennale con il britannico Richard Burns, rientrante dalla Peugeot, tuttavia il pilota inglese annunciò a fine novembre del 2003 di essere affetto da un tumore al cervello e che non avrebbe potuto partecipare all'intera stagione 2004 per via delle cure necessarie alla sua condizione[4]; sfortunatamente Burns non si sarebbe più ripreso dalla malattia e nonostante due anni di lotta contro di essa, morirà il 25 novembre 2005. Al suo posto Subaru ingaggiò il giovane finlandese Mikko Hirvonen, proveniente dal Ford World Rally Team, con il quale disputò la precedente stagione su una terza vettura, andando a punti per la prima volta al rally dell'Acropoli[5]. Il team diretto da David Lapworth, iniziò il campionato con la vettura dello scorso anno, la Impreza WRC2003, con la quale disputò i primi due appuntamenti stagionali mentre al rally del Messico debuttò la Impreza WRC2004, esteticamente molto simile alla versione 2003 ma dotata di parti della carrozzeria più leggere. Le modifiche più sostanziali coinvolsero il vano motore, dove il radiatore venne riposizionato e angolato all'indietro, il che consentì una migliore circolazione dell'aria ma nel corso della stagione si dimostrò anche suscettibile a infiltrazioni d'acqua nel sistema quando l'auto attraversava i guadi.[6] Al fianco dei due piloti sedevano sempre i navigatori Phil Mills per Solberg e Jarmo Lehtinen per Hirvonen.

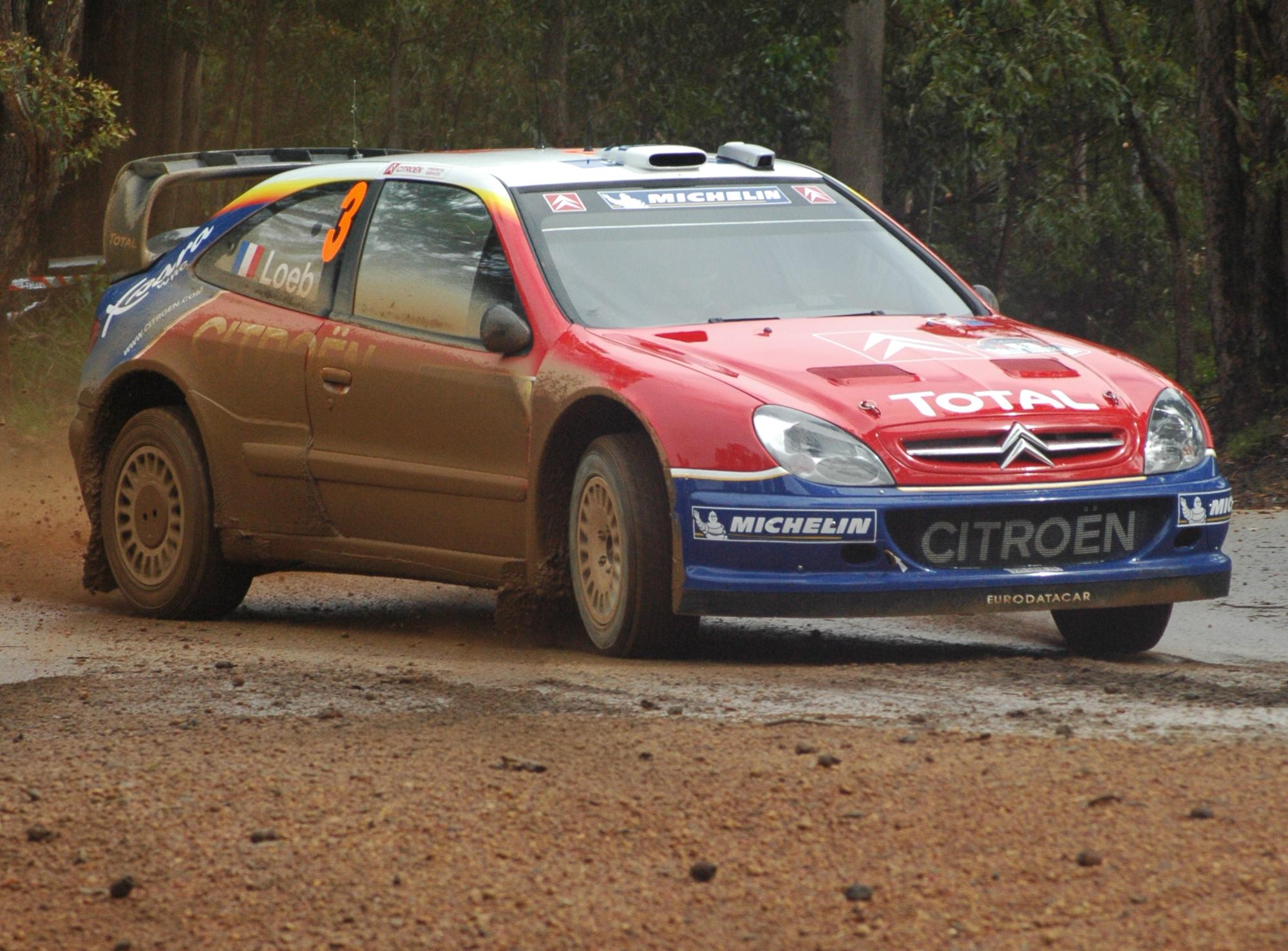
La Citroën Xsara WRC di Sébastien Loeb

- Citroën Total World Rally Team: Vincitrice del titolo mondiale costruttori al suo debutto nella precedente stagione, la Citroën confermò il l'alsaziano Sébastien Loeb, il quale sorprese tutti arrivando a un passo dalla conquista del titolo piloti nel 2003 e concludendo la stagione a un solo punto di distacco da Petter Solberg; ad affiancare il francese, sempre navigato dal monegasco Daniel Elena, venne confermato il veterano spagnolo Carlos Sainz, che per il secondo anno consecutivo fece coppia con il connazionale Marc Martí[7]. Il nuovo regolamento, che prevedeva nuovamente che soltanto due vetture potessero marcare i punti per la classifica costruttori, determinò che lo scozzese Colin McRae, che come Sainz contribuì allo sviluppo della vettura durante la stagione 2003, perdesse il prestigioso sedile in casa Citroën e nonostante i tentativi dell'amico ed ex direttore sportivo David Richards di trovargli una sistemazione, il campione del mondo 1995 dovette rassegnarsi a non partecipare al mondiale 2004 dopo dieci anni consecutivi trascorsi ai vertici di questo sport[8]. La scuderia, diretta sempre dall'ex pilota Guy Fréquelin, schierò nuovamente la Xsara WRC, sostanzialmente la stessa che disputò l'annata 2003, con evoluzioni attese più avanti nell'anno.[3]

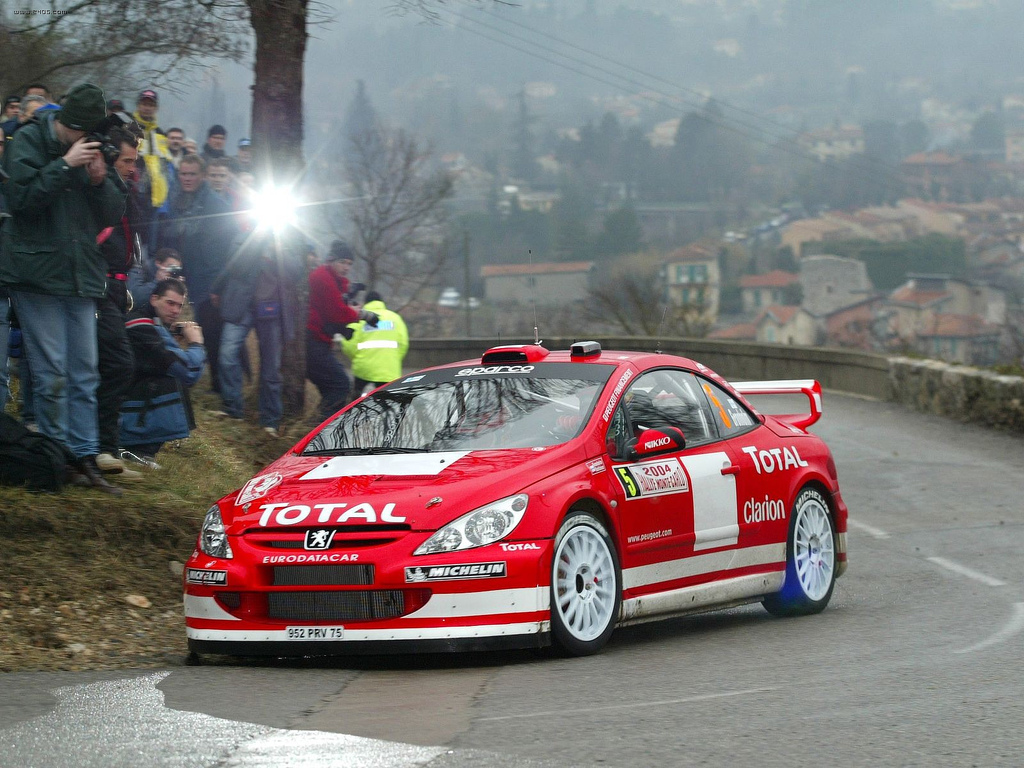
La nuova Peugeot 307 WRC di Marcus Grönholm

- Marlboro Peugeot Total: Il costruttore francese confermò il due volte campione del mondo Marcus Grönholm, affiancato dal belga Freddy Loix, che già fu chiamato a sostituire Richard Burns in occasione del rally di Gran Bretagna 2003[9], tuttavia, come consuetudine per la squadra francese negli ultimi anni, alla guida della seconda vettura si alternarono diversi piloti a seconda della superficie su cui si sarebbe corso: sulla terra lo specialista finlandese Harri Rovanperä mentre in alcune gare su asfalto venne impiegato il francese Cédric Robert a sostituire Gilles Panizzi, passato a tempo pieno alla rientrante Mitsubishi[10]. Ad affiancare i piloti furono sempre Timo Rautiainen per Grönholm e Sven Smeets per Loix, mentre Rovanperä tornò a gareggiare stabilmente con Risto Pietiläinen. La novità più grande nella squadra Peugeot, diretta sempre da Corrado Provera, fu l'impiego sin dalla prima gara di una vettura totalmente nuova, la 307 WRC, che sostituì la gloriosa 206 WRC giunta a fine carriera dopo due titoli piloti e tre costruttori conquistati dal 2000 al 2002. Risolti i problemi di omologazione di un'auto derivata dalla cabriolet di serie, le maggiori novità tecniche riguardarono il nuovo motore, appartenente alla famiglia XU7 (la stessa che equipaggiava la Citroën Xsara WRC), e soprattutto il cambio, ora disposto trasversalmente e sorprendentemente dotato di quattro rapporti anziché i classici cinque in uso presso la concorrenza, caratteristica che causò tuttavia non pochi problemi di affidabilità nel corso la stagione.[11][12]

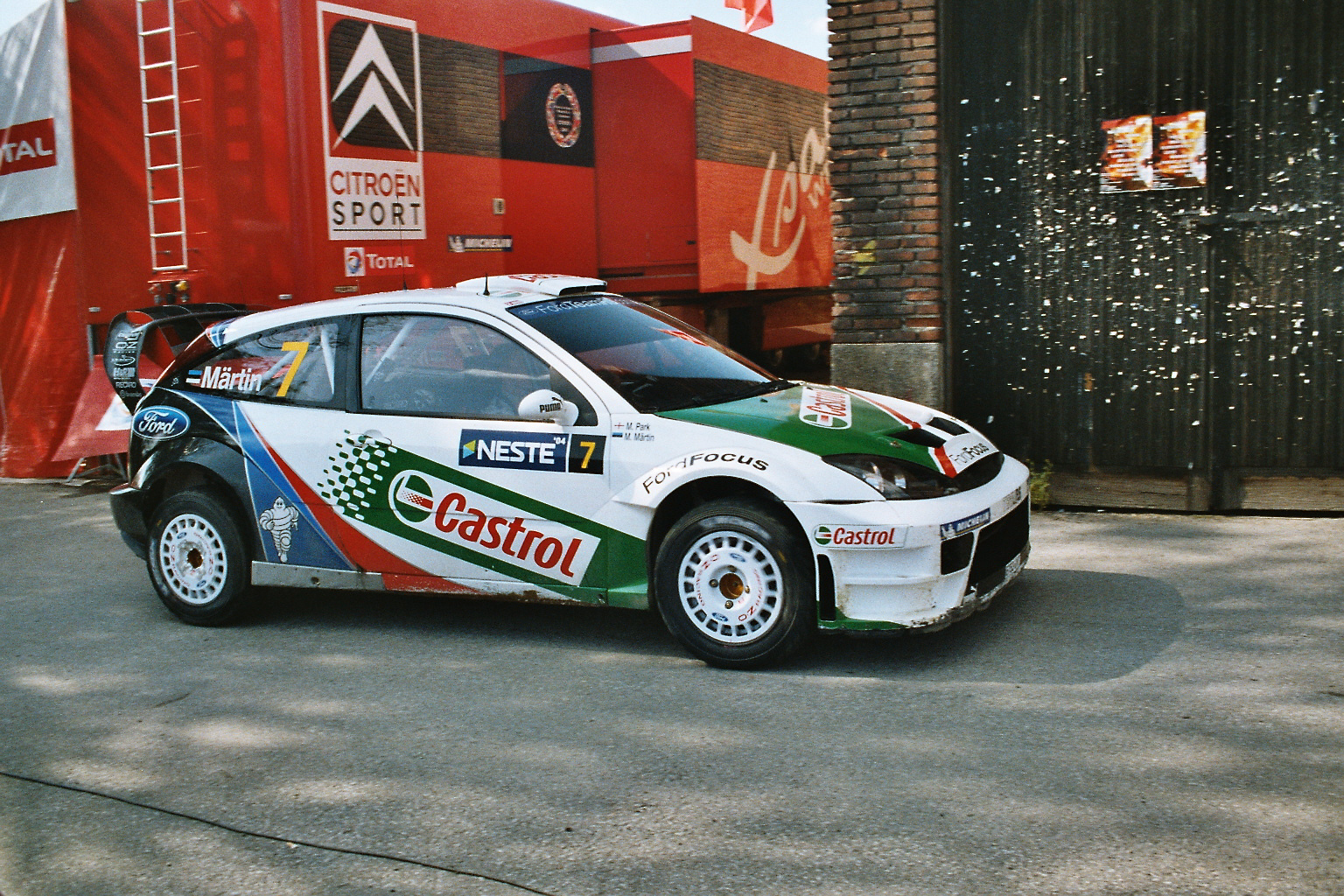
La nuova Ford Focus RS WRC 04 di Markko Märtin

- Ford BP Rallye Sport: La casa dell'ovale blu, che ancora una volta affidò la gestione del team alla scuderia M-Sport di Malcolm Wilson, stabilì un accordo di sponsorizzazione con la compagnia petrolifera britannica BP e confermò per la nuova stagione entrambi i piloti che si misero in luce nell'annata precedente, ovvero l'estone Markko Märtin, che conquistò due vittorie nel 2003, tra cui lo storico successo ottenuto in Finlandia, e il belga François Duval, anch'egli reduce da una buona stagione con due podi conquistati; a condividere l'abitacolo con i due piloti furono sempre Michael Park per Märtin e Stéphane Prévot per Duval[13]. La seconda vettura, quella destinata a Duval, venne affidata al finlandese Janne Tuohino, specialista delle gare scandinave, sia in Svezia che in Finlandia[14][15]. Ford cominciò l'annata con la Focus RS WRC 03, mentre dalla quarta gara in Nuova Zelanda fece debuttare la nuova Focus RS WRC 04, riguardo alla quale Ford stessa disse che "definirla come un'auto completamente nuova sarebbe un errore"; di fatto era un'evoluzione della precedente versione con il raffinamento di dettagli lasciati inconpiuti col precedente modello. Vennero alleggerite diverse componenti della carrozzeria, riducendo il peso della stessa di 10 kg. Altre modifiche vennero approntate nel comparto del motore, sempre costruito dalla Cosworth, con l'obiettivo di aumentarne l'affidabilità intervenendo soprattutto nel monoblocco su bielle e pistoni; venne inoltre adottato un turbocompressore di dimensioni minori per migliorarne la risposta[16].

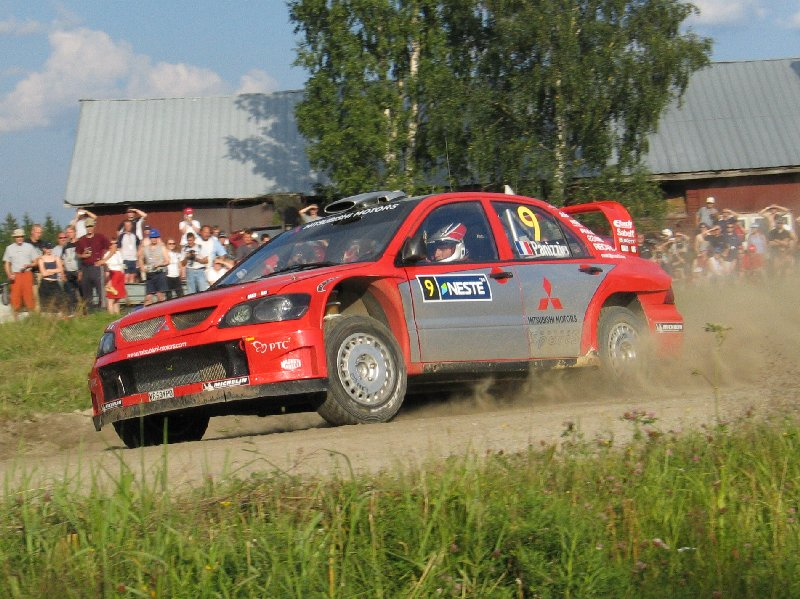
La nuova Mitsubishi Lancer WRC04 di Gilles Panizzi

- Mitsubishi Motors Motor Sports MMSP: La casa giapponese, dopo essersi presa un anno sabbatico volto a riorganizzare il suo reparto sportivo e a sviluppare la nuova vettura, tornò ufficialmente a competere per il mondiale 2004, annunciando l'ingaggio francese Gilles Panizzi (navigato sempre dal fratello Hervé) proveniente dalla Peugeot, che lo impiegava principalmente nelle gare su asfalto, il quale si trovò per la prima volta a disputare una stagione completa con un team blasonato. Ad affiancare l'esperto francese furono l'italiano Gianluigi Galli, al suo primo contratto con un costruttore ufficiale e navigato da Guido D'Amore[3], che condivise la seconda vettura con il finlandese Kristian Sohlberg negli appuntamenti su terra, mentre lo spagnolo Daniel Solà disputò soltanto alcune gare su asfalto[17]. Mitsubishi affrontò la stagione del ritorno con una vettura totalmente nuova, la Lancer WRC04, progettata secondo un approccio differente dalle precedenti Lancer soprattutto per quanto riguarda il sistema di trasmissione, ora dotato di un cambio a cinque rapporti montato trasversalmente con comando manuale e non più semi-automatico, ovvero in controtendenza rispetto allo stato dell'arte. Un'ulteriore differenza di approccio rispetto alle predecessori riguardò l'aspetto estetico, con l'impiego di una vistosa ala posteriore posizionata subito dopo il lunotto posteriore e non "in punta", soluzione che si dimostrò la migliore in galleria del vento, e un design del frontale leggermente differente e più aggressivo rispetto a quello della versione di serie da cui derivava. L'unità motrice era invece appartenente alla stessa famiglia (la serie 4G6) di quelli utilizzati nelle vecchie Lancer, ovvero il 4 cilindri 16 valvole con distribuzione DOHC, che non si discostava molto da quello di serie, fatti salvi l'adozione di un nuovo turbocompressore, alcune parti del blocco alleggerite e l'impiego dell'elettronica Magneti Marelli[18][19]. Il team Mitsubishi disputò soltanto undici gare del mondiale sulle sedici totali, di cui le prime dieci più il Rally di Catalogna, penultimo appuntamento stagionale.

### Iscritti e partecipanti

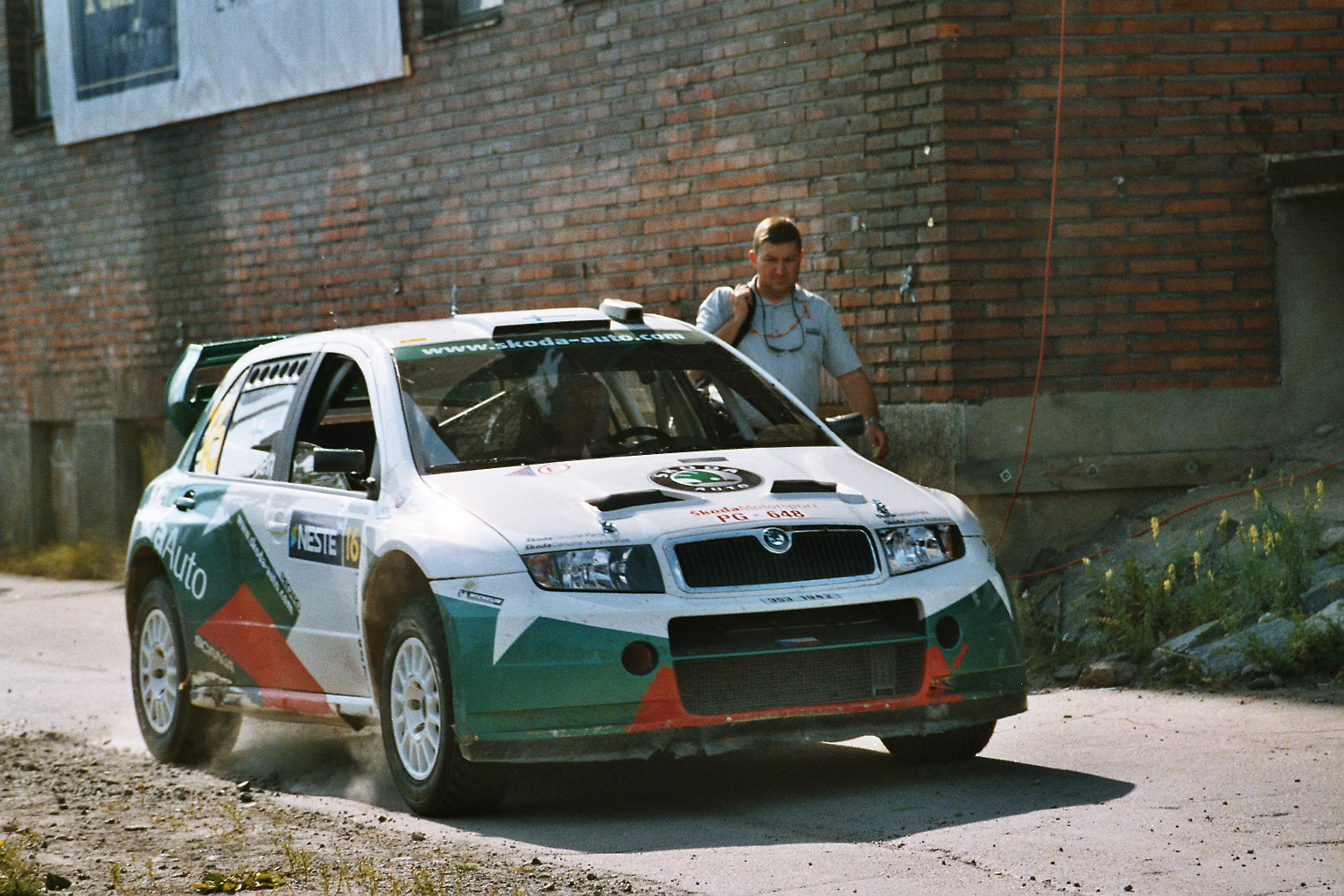
La Škoda Fabia WRC di Jani Paasonen durante il rally di Finlandia

| Iscritti team costruttori WRC | Iscritti team costruttori WRC       | Iscritti team costruttori WRC | Iscritti team costruttori WRC | Iscritti team costruttori WRC | Iscritti team costruttori WRC | Iscritti team costruttori WRC | Iscritti team costruttori WRC |
| Costruttori                   | Squadre                             | Auto                          | Pneumatici                    | Nº                            | Piloti                        | Copiloti                      | Gare                          |
| ----------------------------- | ----------------------------------- | ----------------------------- | ----------------------------- | ----------------------------- | ----------------------------- | ----------------------------- | ----------------------------- |
| Subaru                        | 555 Subaru World Rally Team         | Impreza WRC2003               | P                             | 1                             | Petter Solberg                | Phil Mills                    | 1–2                           |
| Subaru                        | 555 Subaru World Rally Team         | Impreza WRC2003               | P                             | 2                             | Mikko Hirvonen                | Jarmo Lehtinen                | 1–2                           |
| Subaru                        | 555 Subaru World Rally Team         | Impreza WRC2004               | P                             | 1                             | Petter Solberg                | Phil Mills                    | 3–16                          |
| Subaru                        | 555 Subaru World Rally Team         | Impreza WRC2004               | P                             | 2                             | Mikko Hirvonen                | Jarmo Lehtinen                | 3–16                          |
| Citroën                       | Citroën Total World Rally Team      | Xsara WRC                     | M                             | 3                             | Sébastien Loeb                | Daniel Elena                  | Tutte                         |
| Citroën                       | Citroën Total World Rally Team      | Xsara WRC                     | M                             | 4                             | Carlos Sainz                  | Marc Martí                    | Tutte                         |
| Peugeot                       | Marlboro Peugeot Total              | 307 WRC                       | M                             | 5                             | Marcus Grönholm               | Timo Rautiainen               | Tutte                         |
| Peugeot                       | Marlboro Peugeot Total              | 307 WRC                       | M                             | 6                             | Freddy Loix                   | Sven Smeets                   | 1–2, 15                       |
| Peugeot                       | Marlboro Peugeot Total              | 307 WRC                       | M                             | 6                             | Harri Rovanperä               | Risto Pietiläinen             | 3–9, 11–13, 16                |
| Peugeot                       | Marlboro Peugeot Total              | 307 WRC                       | M                             | 6                             | Cédric Robert                 | Gérald Bedon                  | 10, 14                        |
| Ford                          | Ford BP Rallye Sport                | Focus RS WRC 03               | M                             | 7                             | Markko Märtin                 | Michael Park                  | 1–3                           |
| Ford                          | Ford BP Rallye Sport                | Focus RS WRC 03               | M                             | 8                             | François Duval                | Stéphane Prévot               | 1, 3                          |
| Ford                          | Ford BP Rallye Sport                | Focus RS WRC 03               | M                             | 8                             | Janne Tuohino                 | Jukka Aho                     | 2                             |
| Ford                          | Ford BP Rallye Sport                | Focus RS WRC 04               | M                             | 7                             | Markko Märtin                 | Michael Park                  | 4–16                          |
| Ford                          | Ford BP Rallye Sport                | Focus RS WRC 04               | M                             | 8                             | François Duval                | Stéphane Prévot               | 4–8, 10, 12–16                |
| Ford                          | Ford BP Rallye Sport                | Focus RS WRC 04               | M                             | 8                             | François Duval                | Philippe Droeven              | 11                            |
| Ford                          | Ford BP Rallye Sport                | Focus RS WRC 04               | M                             | 8                             | Janne Tuohino                 | Jukka Aho                     | 9                             |
| Mitsubishi                    | Mitsubishi Motors Motor Sports MMSP | Lancer WRC04                  | M                             | 9                             | Gilles Panizzi                | Hervé Panizzi                 | 1–10, 15                      |
| Mitsubishi                    | Mitsubishi Motors Motor Sports MMSP | Lancer WRC04                  | M                             | 10                            | Gianluigi Galli               | Guido D'Amore                 | 1, 3, 7                       |
| Mitsubishi                    | Mitsubishi Motors Motor Sports MMSP | Lancer WRC04                  | M                             | 10                            | Kristian Sohlberg             | Kaj Lindström                 | 2, 4–5, 8–9                   |
| Mitsubishi                    | Mitsubishi Motors Motor Sports MMSP | Lancer WRC04                  | M                             | 10                            | Daniel Solà                   | Xavier Amigò Colón            | 6, 10, 15                     |

| Ford       | Ford BP Rallye Sport                | Focus RS WRC 02 | Antony Warmbold    | Gemma Price       | 1, 3–4         |
| Ford       | Ford BP Rallye Sport                | Focus RS WRC 03 | François Duval     | Stéphane Prévot   | 2              |
| Ford       | Ford BP Rallye Sport                | Focus RS WRC 04 | François Duval     | Stéphane Prévot   | 9              |
| Škoda      | Škoda Motorsport                    | Fabia WRC       | Armin Schwarz      | Manfred Hiemer    | 6, 9–10, 12–15 |
| Škoda      | Škoda Motorsport                    | Fabia WRC       | Toni Gardemeister  | Jakke Honkanen    | 6, 9–10, 12–15 |
| Škoda      | Škoda Motorsport                    | Fabia WRC       | Jani Paasonen      | Jani Vainikka     | 9, 12          |
| Škoda      | Škoda Motorsport                    | Fabia WRC       | Roman Kresta       | Jan Tománek       | 10             |
| Škoda      | Škoda Motorsport                    | Fabia WRC       | Jan Kopecký        | Filip Schovánek   | 15             |
| Peugeot    | Marlboro Peugeot Total              | 307 WRC         | Sebastian Lindholm | Tomi Tuominen     | 9              |
| Peugeot    | Marlboro Peugeot Total              | 307 WRC         | Freddy Loix        | Sven Smeets       | 10, 14         |
| Peugeot    | Marlboro Peugeot Total              | 307 WRC         | Daniel Carlsson    | Mattias Andersson | 12             |
| Mitsubishi | Mitsubishi Motors Motor Sports MMSP | Lancer WRC04    | Gianluigi Galli    | Guido D'Amore     | 15             |

## La stagione

### Rally di Montecarlo (23–25 gennaio)

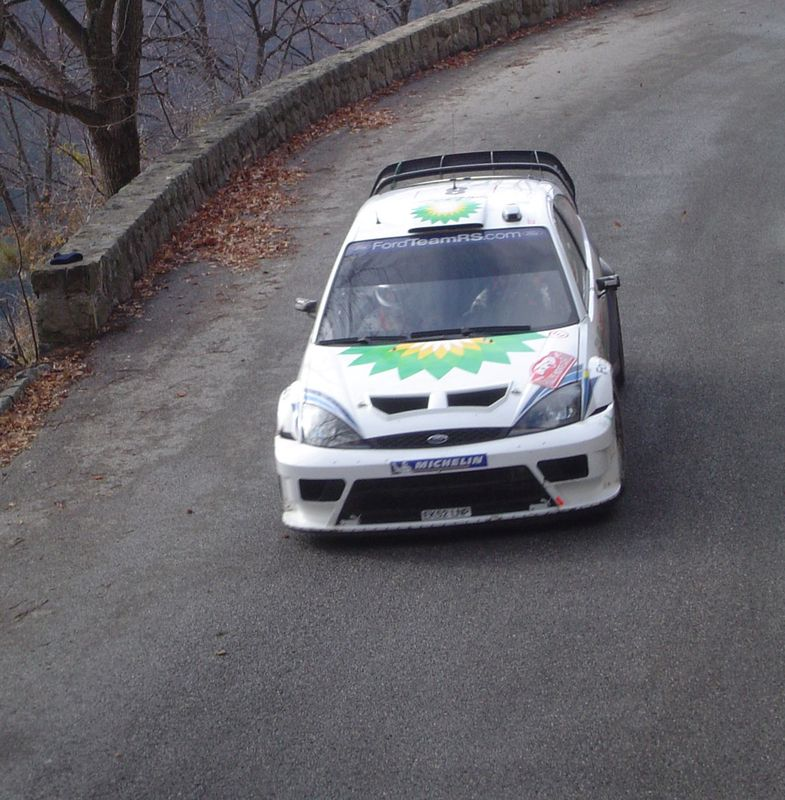
La Ford Focus RS WRC 03 di François Duval e Stéphane Prévot, terzi classificati

La prima prova del Mondiale era come di consueto il Rally di Montecarlo. La gara monegasca ha visto la vittoria del francese della Citroën Sébastien Loeb, al suo secondo successo consecutivo nella classica di apertura del mondiale, precedendo Markko Märtin e François Duval, entrambi su Ford Focus RS WRC. Loeb prese il comando della corsa durante l'ultima speciale della prima giornata, quando Marcus Grönholm, che sino a quel momento conduceva la gara al volante della nuova Peugeot 307 WRC, ebbe prima problemi alla trasmissione e poi finì lungo in un tratto ghiacciato, chiudendo la gara quarto ai piedi del podio. Quinto posto per l'altro pilota della squadra Peugeot, Freddy Loix, davanti alla Mitsubishi Lancer WRC04 di Gilles Panizzi, che regalò un piazzamento a punti alla rientrante squadra Mitsubishi; la zona punti venne completata dalla Subaru Impreza WRC del campione del mondo in carica Petter Solberg, settimo davanti all'altra Subaru privata dello svizzero Olivier Burri, ottavo. Fuori l'altra Citroën Xsara WRC del veterano Carlos Sainz e l'altra Subaru ufficiale di Mikko Hirvonen, uscite di strada nella terza prova della seconda giornata, mentre la seconda Mitsubishi di Gianluigi Galli si era già ritirata nella prima frazione del rally. Grazie al doppio piazzamento sul podio la squadra Ford si trovò a condurre la classifica costruttori con 4 punti di vantaggio su Citroën e 5 su Peugeot.

### Rally di Svezia (6–8 febbraio)
Dopo il rally di Montecarlo ci si trasferì in Scandinavia per il Rally di Svezia, classica invernale da disputarsi sulla neve. Fu nuovamente Sébastien Loeb (Citroën) a conquistare la vittoria, la seconda consecutiva in stagione, grazie alla quale divenne inoltre il primo pilota non scandinavo a imporsi nella gara svedese, precedendo Marcus Grönholm su Peugeot e Petter Solberg su Subaru, entrambi al primo podio stagionale. Grönholm partì subito forte aggiudicandosi le prime due speciali ma nella terza ebbe dei problemi al servosterzo, perdendo così circa un minuto e regalando la leadership a Markko Märtin su Ford, che la conservò sino alla seconda metà della seconda giornata, quando commise un errore urtando una banco di neve lato carreggiata e danneggiando la ruota; Loeb prese così il comando della corsa e lo mantenne sino alla fine. Al quarto posto si piazzò il finlandese Janne Tuohino, sostituto di François Duval per la gara svedese sulla seconda Focus RS WRC ufficiale, davanti alla Citroën di Carlos Sainz, quinto e per la prima volta a punti dopo il ritiro di Monte Carlo, e a Henning Solberg, fratello maggiore di Petter, sesto su una Peugeot 206 WRC della scuderia privata Bozian Racing; la zona punti venne completata dallo stesso Märtin, settimo, davanti all'altra 206 WRC della Bozian Racing del pilota di casa Daniel Carlsson, ottavo. Fuori l'altra Peugeot 307 WRC di Freddy Loix ed entrambe le Mitsubishi di Gilles Panizzi e Kristian Sohlberg, mentre l'altra Subaru ufficiale di Mikko Hirvonen si piazzò al nono posto, immediatamente fuori dai punti. Loeb continuò quindi a guidare la classifica piloti a punteggio pieno con un vantaggio di 7 punti su Grönholm e di 10 su Markko Märtin; tra i costruttori invece Citroën passò davanti al team Ford, seconda a due lunghezze, mentre la squadra Peugeot rimase al terzo posto a ulteriori 5 punti di distacco.

### Rally del Messico (12–14 marzo)
Il terzo appuntamento stagionale, il primo su terra, era il rally del Messico, per la prima volta inserito nel calendario mondiale. Nel giorno in cui Ford e M-Sport celebravano il centesimo rally da quando iniziarono a lavorare insieme, ci fu una doppietta del costruttore americano, con Markko Märtin a conquistare la vittoria, precedendo il compagno di scuderia François Duval, al suo miglior risultato in carriera, e il pilota della Citroën Carlos Sainz, l'unico in grado di impensierire il duo della Ford sino a tre prove dalla fine, quando capottò la sua Xsara WRC e perse più di un minuto per rimettersi in strada, riuscendo comunque a conservare il terzo posto finale. Ai piedi del podio giunse Petter Solberg, che portò al debutto la Subaru Impreza WRC2004, il quale riuscì a risalire la graduatoria sino al quarto posto dopo la penalità di cinque minuti inflittagli nella prima giornata, sopravanzando proprio alla penultima prova speciale il compagno di squadra Mikko Hirvonen, che chiuse quinto, mentre il due volte campione del mondo della Peugeot Marcus Grönholm terminò sesto, ancora una volta attardato da noie meccaniche durante la prima frazione. A completare la zona punti furono il finlandese Jussi Välimäki, settimo su una Hyundai Accent WRC privata, e il pilota ufficiale della Mitsubishi Gilles Panizzi, ottavo. Il leader della classifica piloti Sébastien Loeb fu invece costretto al ritiro per aver danneggiato la coppa dell'olio al termine di un salto durante la seconda frazione, mentre Gigi Galli su Mitsubishi abbandonò per la rottura della sospensione nella speciale successiva; il finlandese Harri Rovanperä, al debutto sulla seconda Peugeot 307 WRC ufficiale, chiuse invece fuori dai punti in decima piazza. La classifica piloti vide quindi Loeb raggiunto in testa da Martin, entrambi a 20 punti, con Grönholm terzo a quota 16. Grazie alla doppietta conquistata, Ford passò nuovamente in testa al campionato costruttori con 40 punti, con Citroën seconda a 10 lunghezze di svantaggio e Peugeot sempre terza a meno 19 dalla vetta.

### Rally della Nuova Zelanda (15–18 aprile)
Ci si spostò oltreoceano per il quarto appuntamento della stagione, ovvero il rally della Nuova Zelanda, dove La Ford fece debuttare la versione 2004 della Focus RS WRC, un'evoluzione della versione precedente. La gara fu molto combattuta soprattutto nelle battute finali, quando Petter Solberg, in testa al rally dalla prima frazione, danneggiò il servosterzo della sua Subaru, regalando momentaneamente la leadership a un arrembante Marcus Grönholm su Peugeot, dimostratosi molto veloce per tutta la durata del rally ma un capottamento nella prima giornata e un testacoda nelle ultime fasi gli impedirono di raggiungere la vittoria, che alla fine andò al pilota norvegese; al terzo posto un solido e costante Markko Märtin sulla nuova Focus, al suo terzo podio stagionale. Ai piedi del podio giunse invece Sébastien Loeb, quarto e al ritorno in zona punti dopo il ritiro in Messico, davanti al secondo pilota Peugeot Harri Rovanperä, che fu anche in testa al rally per la durata di una speciale nella prima giornata, mentre il due volte campione del mondo Carlos Sainz terminò sesto su Citroën. A completare la zona punti furono Mikko Hirvonen, settimo sulla seconda Subaru Impreza ufficiale, e lo svedese Daniel Carlsson, ottavo su una Peugeot 206 WRC privata e già finito a punti in Svezia. Entrambe le Mitsubishi di Gilles Panizzi e Gigi Galli furono costrette al ritiro al termine della seconda speciale per problemi elettrici mentre la seconda Focus di François Duval terminò in diciottesima piazza per via di un incidente che gli fece perdere una ventina di minuti nelle prove finali. Dopo quattro gare disputate, un quarto del campionato, la classifica piloti vedeva in vetta un quartetto piloti racchiusi in soli tre punti: Märtin in testa con 26, Loeb a 25, Grönholm a 24 e Solberg a quota 23; tra i costruttori invece Ford continuò a guidare la graduatoria con Citroën seconda a nove lunghezze di distacco e Peugeot che accorciò lo svantaggio attestandosi a 14 punti dalla vetta.

### Rally di Cipro (14–16 maggio)
Si tornò in Europa per disputare il Rally di Cipro, quinto appuntamento stagionale nonché terza gara su terra. A tagliare per primo il traguardo era stato Marcus Grönholm, che dominò la corsa sia dalle prime speciali, tuttavia il risultato rimase sub judice per circa una settimana per via di una possibile irregolarità riscontrata nella pompa dell'acqua di entrambe le Peugeot 307 WRC ufficiali, che alla fine vennero entrambe squalificate, compresa quella del compagno di squadra Harri Rovanperä che era giunto quinto. La scuderia francese decise tuttavia di non ricorrere in appello e la vittoria andò pertanto all'alfiere della Citroën Sébastien Loeb, al suo terzo trionfo stagionale, con Markko Märtin su Ford secondo a 15 secondi e Carlos Sainz terzo a poco meno di due minuti e mezzo, conquistando così il suo 90º podio in carriera. A oltre 9 minuti le due Subaru Impreza ufficiali di Petter Solberg e Mikko Hirvonen, rispettivamente quarto e quinto, e sesta piazza per il finlandese Janne Tuohino su una Focus RS WRC privata, di nuovo a punti dopo quelli conquistati nella gara svedese. A completare la zona punti furono il britannico Alistair Ginley, settimo con una Subaru Impreza privata, davanti al portoghese Miguel Campos, ottavo su una Peugeot 206 WRC della scuderia Bozian racing. Nuovamente fuori le due Mitsubishi di Gilles Panizzi e Kristian Sohlberg per problemi al motore mentre la seconda Focus di François Duval terminò anzitempo la gara nella prima prova speciale perdendo una ruota dopo una toccata. Dopo l'esclusione di Grönholm, che lo avrebbe visto altrimenti in testa alla classifica piloti, il campionato vedeva in vetta Loeb a quota 35 punti, con una sola lunghezza di vantaggio su Märtin (34) e otto su Petter Solberg (28); tra i costruttori invece Ford continuò a guidare la graduatoria con 55 punti, sempre davanti a Citroën che grazie al doppio podio ridusse il distacco a una sola lunghezza, mentre Subaru sopravanzò il team Peugeot per attestarsi in terza posizione a quota 40 punti.

## Risultati e statistiche
| Gara | Nome rally                                                         | Podio | Podio | Podio                             | Podio                                       | Podio     | Statistiche | Statistiche           | Statistiche | Statistiche |
| Gara | Nome rally                                                         | Pos.  | N°    | Pilota                            | Squadra                                     | Tempo     | Speciali    | Lunghezza             | Partiti     | Arrivati    |
| ---- | ------------------------------------------------------------------ | ----- | ----- | --------------------------------- | ------------------------------------------- | --------- | ----------- | --------------------- | ----------- | ----------- |
| 1    | 72ème Rallye Automobile de Monte-Carlo (23–25 gennaio) — Resoconto | 1     | 3     | Sébastien Loeb Daniel Elena       | Citroën Total WRT (Citroën Xsara WRC)       | 4h12'03"0 | (15) 13     | (389,12 km) 307,27 km | 43          | 20          |
| 1    | 72ème Rallye Automobile de Monte-Carlo (23–25 gennaio) — Resoconto | 2     | 7     | Markko Märtin Michael Park        | Ford BP Rallye Sport (Ford Focus RS WRC 03) | +1'12"6   | (15) 13     | (389,12 km) 307,27 km | 43          | 20          |
| 1    | 72ème Rallye Automobile de Monte-Carlo (23–25 gennaio) — Resoconto | 3     | 8     | François Duval Stéphane Prévot    | Ford BP Rallye Sport (Ford Focus RS WRC 03) | +1'19"6   | (15) 13     | (389,12 km) 307,27 km | 43          | 20          |
|      |                                                                    |       |       |                                   |                                             |           |             |                       |             |             |
| 2    | 53rd Uddeholm Swedish Rally (6–8 febbraio) — Resoconto             | 1     | 3     | Sébastien Loeb Daniel Elena       | Citroën Total WRT (Citroën Xsara WRC)       | 3h26'17"7 | 19          | 394,80 km             | 69          | 49          |
| 2    | 53rd Uddeholm Swedish Rally (6–8 febbraio) — Resoconto             | 2     | 5     | Marcus Grönholm Timo Rautiainen   | Marlboro Peugeot Total (Peugeot 307 WRC)    | +46"4     | 19          | 394,80 km             | 69          | 49          |
| 2    | 53rd Uddeholm Swedish Rally (6–8 febbraio) — Resoconto             | 3     | 1     | Petter Solberg Phil Mills         | 555 Subaru WRT (Subaru Impreza WRC2003)     | +1'21"5   | 19          | 394,80 km             | 69          | 49          |
|      |                                                                    |       |       |                                   |                                             |           |             |                       |             |             |
| 3    | 1º Corona Rally México (12–14 marzo) — Resoconto                   | 1     | 7     | Markko Märtin Michael Park        | Ford BP Rallye Sport (Ford Focus RS WRC 03) | 4h06'42"2 | 15          | 394,43 km             | 54          | 26          |
| 3    | 1º Corona Rally México (12–14 marzo) — Resoconto                   | 2     | 8     | François Duval Stéphane Prévot    | Ford BP Rallye Sport (Ford Focus RS WRC 03) | +42"5     | 15          | 394,43 km             | 54          | 26          |
| 3    | 1º Corona Rally México (12–14 marzo) — Resoconto                   | 3     | 4     | Carlos Sainz Marc Martí           | Citroën Total WRT (Citroën Xsara WRC)       | +1'20"9   | 15          | 394,43 km             | 54          | 26          |
|      |                                                                    |       |       |                                   |                                             |           |             |                       |             |             |
| 4    | 35th Propecia Rally New Zealand (15–18 aprile) — Resoconto         | 1     | 1     | Petter Solberg Phil Mills         | 555 Subaru WRT (Subaru Impreza WRC2004)     | 4h02'29"5 | 23          | 395,50 km             | 58          | 35          |
| 4    | 35th Propecia Rally New Zealand (15–18 aprile) — Resoconto         | 2     | 5     | Marcus Grönholm Timo Rautiainen   | Marlboro Peugeot Total (Peugeot 307 WRC)    | +5"9      | 23          | 395,50 km             | 58          | 35          |
| 4    | 35th Propecia Rally New Zealand (15–18 aprile) — Resoconto         | 3     | 7     | Markko Märtin Michael Park        | Ford BP Rallye Sport (Ford Focus RS WRC 04) | +25"6     | 23          | 395,50 km             | 58          | 35          |
|      |                                                                    |       |       |                                   |                                             |           |             |                       |             |             |
| 5    | 32nd Cyprus Rally (14–16 maggio) — Resoconto                       | 1     | 3     | Sébastien Loeb Daniel Elena       | Citroën Total WRT (Citroën Xsara WRC)       | 4h59'38"5 | 18          | 326,68 km             | 37          | 19          |
| 5    | 32nd Cyprus Rally (14–16 maggio) — Resoconto                       | 2     | 7     | Markko Märtin Michael Park        | Ford BP Rallye Sport (Ford Focus RS WRC 04) | +15"1     | 18          | 326,68 km             | 37          | 19          |
| 5    | 32nd Cyprus Rally (14–16 maggio) — Resoconto                       | 3     | 4     | Carlos Sainz Marc Martí           | Citroën Total WRT (Citroën Xsara WRC)       | +2'24"0   | 18          | 326,68 km             | 37          | 19          |
|      |                                                                    |       |       |                                   |                                             |           |             |                       |             |             |
| 6    | 51st Acropolis Rally of Greece (3–6 giugno) — Resoconto            | 1     | 1     | Petter Solberg Phil Mills         | 555 Subaru WRT (Subaru Impreza WRC2004)     | 4h39'06"2 | 22          | 377,13 km             | 72          | 33          |
| 6    | 51st Acropolis Rally of Greece (3–6 giugno) — Resoconto            | 2     | 3     | Sébastien Loeb Daniel Elena       | Citroën Total WRT (Citroën Xsara WRC)       | +18"4     | 22          | 377,13 km             | 72          | 33          |
| 6    | 51st Acropolis Rally of Greece (3–6 giugno) — Resoconto            | 3     | 6     | Harri Rovanperä Risto Pietiläinen | Marlboro Peugeot Total (Peugeot 307 WRC)    | +28"3     | 22          | 377,13 km             | 72          | 33          |
|      |                                                                    |       |       |                                   |                                             |           |             |                       |             |             |
| 7    | 5th Rally of Turkey (24–27 giugno) — Resoconto                     | 1     | 3     | Sébastien Loeb Daniel Elena       | Citroën Total WRT (Citroën Xsara WRC)       | 4h48'26"8 | 17          | 383,33 km             | 65          | 32          |
| 7    | 5th Rally of Turkey (24–27 giugno) — Resoconto                     | 2     | 5     | Marcus Grönholm Timo Rautiainen   | Marlboro Peugeot Total (Peugeot 307 WRC)    | +26"2     | 17          | 383,33 km             | 65          | 32          |
| 7    | 5th Rally of Turkey (24–27 giugno) — Resoconto                     | 3     | 1     | Petter Solberg Phil Mills         | 555 Subaru WRT (Subaru Impreza WRC2004)     | +36"7     | 17          | 383,33 km             | 65          | 32          |
|      |                                                                    |       |       |                                   |                                             |           |             |                       |             |             |
| 8    | 24º CTI Movil Rally Argentina (15–18 luglio) — Resoconto           | 1     | 4     | Carlos Sainz Marc Martí           | Citroën Total WRT (Citroën Xsara WRC)       | 4h23'11"0 | 26          | 382,63 km             | 69          | 28          |
| 8    | 24º CTI Movil Rally Argentina (15–18 luglio) — Resoconto           | 2     | 3     | Sébastien Loeb Daniel Elena       | Citroën Total WRT (Citroën Xsara WRC)       | +1'32"5   | 26          | 382,63 km             | 69          | 28          |
| 8    | 24º CTI Movil Rally Argentina (15–18 luglio) — Resoconto           | 3     | 8     | François Duval Stéphane Prévot    | Ford BP Rallye Sport (Ford Focus RS WRC 04) | +4'23"5   | 26          | 382,63 km             | 69          | 28          |
|      |                                                                    |       |       |                                   |                                             |           |             |                       |             |             |
| 9    | 54th Neste Rally Finland (6–8 agosto) — Resoconto                  | 1     | 5     | Marcus Grönholm Timo Rautiainen   | Marlboro Peugeot Total (Peugeot 307 WRC)    | 3h07'16"1 | 22          | 382,71 km             | 68          | 34          |
| 9    | 54th Neste Rally Finland (6–8 agosto) — Resoconto                  | 2     | 7     | Markko Märtin Michael Park        | Ford BP Rallye Sport (Ford Focus RS WRC 04) | +34"7     | 22          | 382,71 km             | 68          | 34          |
| 9    | 54th Neste Rally Finland (6–8 agosto) — Resoconto                  | 3     | 4     | Carlos Sainz Marc Martí           | Citroën Total WRT (Citroën Xsara WRC)       | +1'44"5   | 22          | 382,71 km             | 68          | 34          |
|      |                                                                    |       |       |                                   |                                             |           |             |                       |             |             |
| 10   | 23. OMV ADAC Rallye Deutschland (20–22 agosto) — Resoconto         | 1     | 3     | Sébastien Loeb Daniel Elena       | Citroën Total WRT (Citroën Xsara WRC)       | 4h01'57"4 | 24          | 411,06 km             | 69          | 41          |
| 10   | 23. OMV ADAC Rallye Deutschland (20–22 agosto) — Resoconto         | 2     | 8     | François Duval Stéphane Prévot    | Ford BP Rallye Sport (Ford Focus RS WRC 04) | +29"1     | 24          | 411,06 km             | 69          | 41          |
| 10   | 23. OMV ADAC Rallye Deutschland (20–22 agosto) — Resoconto         | 3     | 4     | Carlos Sainz Marc Martí           | Citroën Total WRT (Citroën Xsara WRC)       | +1'09"5   | 24          | 411,06 km             | 69          | 41          |
|      |                                                                    |       |       |                                   |                                             |           |             |                       |             |             |
| 11   | 4th Rally Japan (3–5 settembre) — Resoconto                        | 1     | 1     | Petter Solberg Phil Mills         | 555 Subaru WRT (Subaru Impreza WRC2004)     | 3h43'50"6 | 27          | 386,68 km             | 89          | 59          |
| 11   | 4th Rally Japan (3–5 settembre) — Resoconto                        | 2     | 3     | Sébastien Loeb Daniel Elena       | Citroën Total WRT (Citroën Xsara WRC)       | +1'13"3   | 27          | 386,68 km             | 89          | 59          |
| 11   | 4th Rally Japan (3–5 settembre) — Resoconto                        | 3     | 7     | Markko Märtin Michael Park        | Ford BP Rallye Sport (Ford Focus RS WRC 04) | +1'43"3   | 27          | 386,68 km             | 89          | 59          |
|      |                                                                    |       |       |                                   |                                             |           |             |                       |             |             |
| 12   | 60th Wales Rally GB (16–19 settembre) — Resoconto                  | 1     | 1     | Petter Solberg Phil Mills         | 555 Subaru WRT (Subaru Impreza WRC2004)     | 3h42'39"5 | 19          | 394,03 km             | 83          | 42          |
| 12   | 60th Wales Rally GB (16–19 settembre) — Resoconto                  | 2     | 3     | Sébastien Loeb Daniel Elena       | Citroën Total WRT (Citroën Xsara WRC)       | +6"3      | 19          | 394,03 km             | 83          | 42          |
| 12   | 60th Wales Rally GB (16–19 settembre) — Resoconto                  | 3     | 7     | Markko Märtin Michael Park        | Ford BP Rallye Sport (Ford Focus RS WRC 04) | +2'53"7   | 19          | 394,03 km             | 83          | 42          |
|      |                                                                    |       |       |                                   |                                             |           |             |                       |             |             |
| 13   | 1º Supermag Rally Italia Sardinia (1º–3 ottobre) — Resoconto       | 1     | 1     | Petter Solberg Phil Mills         | 555 Subaru WRT (Subaru Impreza WRC2004)     | 4h43'47"9 | 19          | 383,23 km             | 67          | 29          |
| 13   | 1º Supermag Rally Italia Sardinia (1º–3 ottobre) — Resoconto       | 2     | 3     | Sébastien Loeb Daniel Elena       | Citroën Total WRT (Citroën Xsara WRC)       | +2'07"9   | 19          | 383,23 km             | 67          | 29          |
| 13   | 1º Supermag Rally Italia Sardinia (1º–3 ottobre) — Resoconto       | 3     | 4     | Carlos Sainz Marc Martí           | Citroën Total WRT (Citroën Xsara WRC)       | +3'20"9   | 19          | 383,23 km             | 67          | 29          |
|      |                                                                    |       |       |                                   |                                             |           |             |                       |             |             |
| 14   | 48ème Tour de Corse - Rallye de France (15–17 ottobre) — Resoconto | 1     | 7     | Markko Märtin Michael Park        | Ford BP Rallye Sport (Ford Focus RS WRC 04) | 4h11'51"4 | 12          | 387,80 km             | 53          | 35          |
| 14   | 48ème Tour de Corse - Rallye de France (15–17 ottobre) — Resoconto | 2     | 3     | Sébastien Loeb Daniel Elena       | Citroën Total WRT (Citroën Xsara WRC)       | +2'02"0   | 12          | 387,80 km             | 53          | 35          |
| 14   | 48ème Tour de Corse - Rallye de France (15–17 ottobre) — Resoconto | 3     | 4     | Carlos Sainz Marc Martí           | Citroën Total WRT (Citroën Xsara WRC)       | +2'55"3   | 12          | 387,80 km             | 53          | 35          |
|      |                                                                    |       |       |                                   |                                             |           |             |                       |             |             |
| 15   | 40º Rallye Catalunya - Costa Brava (29–31 ottobre) — Resoconto     | 1     | 7     | Markko Märtin Michael Park        | Ford BP Rallye Sport (Ford Focus RS WRC 04) | 3h40'43"8 | (20) 19     | (384,08 km) 351,18 km | 52          | 36          |
| 15   | 40º Rallye Catalunya - Costa Brava (29–31 ottobre) — Resoconto     | 2     | 5     | Marcus Grönholm Timo Rautiainen   | Marlboro Peugeot Total (Peugeot 307 WRC)    | +23"2     | (20) 19     | (384,08 km) 351,18 km | 52          | 36          |
| 15   | 40º Rallye Catalunya - Costa Brava (29–31 ottobre) — Resoconto     | 3     | 4     | Carlos Sainz Marc Martí           | Citroën Total WRT (Citroën Xsara WRC)       | +37"7     | (20) 19     | (384,08 km) 351,18 km | 52          | 36          |
|      |                                                                    |       |       |                                   |                                             |           |             |                       |             |             |
| 16   | 17th Telstra Rally Australia (11–14 novembre) — Resoconto          | 1     | 3     | Sébastien Loeb Daniel Elena       | Citroën Total WRT (Citroën Xsara WRC)       | 3h39'46"8 | 25          | 388,25 km             | 62          | 29          |
| 16   | 17th Telstra Rally Australia (11–14 novembre) — Resoconto          | 2     | 6     | Harri Rovanperä Risto Pietiläinen | Marlboro Peugeot Total (Peugeot 307 WRC)    | +1'55"1   | 25          | 388,25 km             | 62          | 29          |
| 16   | 17th Telstra Rally Australia (11–14 novembre) — Resoconto          | 3     | 8     | François Duval Stéphane Prévot    | Ford BP Rallye Sport (Ford Focus RS WRC 04) | +3'40"2   | 25          | 388,25 km             | 62          | 29          |

### Gare vinte
| Pilota          | Nº | Eventi                                                      |
| --------------- | -- | ----------------------------------------------------------- |
| Sébastien Loeb  | 6  | Monte Carlo, Svezia, Cipro, Turchia, Germania, e Australia  |
| Petter Solberg  | 5  | Nuova Zelanda, Acropoli, Giappone, Gran Bretagna e Sardegna |
| Markko Märtin   | 3  | Messico, Tour de Corse e Catalogna                          |
| Marcus Grönholm | 1  | Finlandia                                                   |
| Carlos Sainz    | 1  | Argentina                                                   |

### Podi conquistati
| Pilota          | Nº | 1º | 2º | 3º |
| Sébastien Loeb  | 12 | 6  | 6  | -  |
| Markko Märtin   | 9  | 3  | 3  | 3  |
| Carlos Sainz    | 8  | 1  | -  | 7  |
| Petter Solberg  | 7  | 5  | -  | 2  |
| Marcus Grönholm | 5  | 1  | 4  | -  |
| François Duval  | 5  | -  | 2  | 3  |
| Harri Rovanperä | 2  | -  | 1  | 1  |

### Prove speciali vinte
| Pilota            | Nº |
| ----------------- | -- |
| Petter Solberg    | 95 |
| Marcus Grönholm   | 69 |
| Sébastien Loeb    | 65 |
| Markko Märtin     | 31 |
| François Duval    | 19 |
| Harri Rovanperä   | 18 |
| Carlos Sainz      | 15 |
| Mikko Hirvonen    | 2  |
| Freddy Loix       | 2  |
| Cédric Robert     | 2  |
| Janne Tuohino     | 2  |
| Stéphane Sarrazin | 1  |
| Armin Schwarz     | 1  |
| Note:             |    |

## Classifiche

### Sistema di punteggio
Il punteggio è in vigore dalla stagione 2003.
| Posizione | 1ª | 2ª | 3ª | 4ª | 5ª | 6ª | 7ª | 8ª |
| Punti     | 10 | 8  | 6  | 5  | 4  | 3  | 2  | 1  |

### Classifica finale piloti
| Pos. | Pilota             | MON | SWE | MEX | NZL | CYP | GRC | TUR | ARG | FIN | GER | JPN | GBR | ITA | FRA | ESP | AUS | Punti |
| ---- | ------------------ | --- | --- | --- | --- | --- | --- | --- | --- | --- | --- | --- | --- | --- | --- | --- | --- | ----- |
| 1    | Sébastien Loeb     | 1   | 1   | Rit | 4   | 1   | 2   | 1   | 2   | 4   | 1   | 2   | 2   | 2   | 2   | Rit | 1   | 118   |
| 2    | Petter Solberg     | 7   | 3   | 4   | 1   | 4   | 1   | 3   | Rit | Rit | Rit | 1   | 1   | 1   | 5   | 5   | Rit | 82    |
| 3    | Markko Märtin      | 2   | 7   | 1   | 3   | 2   | Rit | 24  | Rit | 2   | 4   | 3   | 3   | Rit | 1   | 1   | Rit | 79    |
| 4    | Carlos Sainz       | Rit | 5   | 3   | 6   | 3   | 19  | 4   | 1   | 3   | 3   | 5   | 4   | 3   | 3   | 3   | NP  | 73    |
| 5    | Marcus Grönholm    | 4   | 2   | 6   | 2   | SQ  | Rit | 2   | Rit | 1   | Rit | 4   | Rit | 7   | 4   | 2   | Rit | 62    |
| 6    | François Duval     | 3   | Rit | 2   | 18  | Rit | 4   | 5   | 3   | 7   | 2   | Rit | 5   | 5   | Rit | Rit | 3   | 53    |
| 7    | Mikko Hirvonen     | Rit | 9   | 5   | 7   | 5   | Rit | 6   | 4   | Rit | 8   | 7   | 7   | Rit | 10  | 8   | 4   | 29    |
| 8    | Harri Rovanperä    |     |     | 10  | 5   | SQ  | 3   | Rit | 5   | Rit |     | 6   | 6   | Rit |     |     | 2   | 28    |
| 9    | Janne Tuohino      |     | 4   |     |     | 6   | 7   | 7   |     | 5   |     |     | Rit |     |     |     |     | 16    |
| 10   | Freddy Loix        | 5   | Rit |     |     |     |     |     |     |     | 6   |     |     |     | 7   | Rit |     | 9     |
| 11   | Stéphane Sarrazin  |     |     |     |     |     |     |     |     |     | 9   |     |     |     | 6   | 4   |     | 8     |
| 12   | Daniel Carlsson    |     | 8   |     | 8   |     | 5   | Rit |     | 9   | Rit |     | Rit |     | 11  |     |     | 6     |
| 13   | Gilles Panizzi     | 6   | Rit | 8   | Rit | Rit | 10  | Rit | 7   | 11  | Rit |     |     |     |     | 12  |     | 6     |
| 14   | Andrea Navarra     |     |     |     |     |     |     |     |     |     |     |     |     | 4   |     |     |     | 5     |
| 15   | Gianluigi Galli    | Rit | 24  | Rit | Rit |     |     | 10  | Rit | 14  | Rit |     |     | 6   | Rit | 7   | Rit | 5     |
| 16   | Chris Atkinson     |     |     |     | Rit |     |     |     |     | 33  |     | 12  |     |     |     |     | 5   | 4     |
| 17   | Cédric Robert      |     |     |     |     |     |     |     |     |     | 5   |     |     |     | Rit |     |     | 4     |
| 18   | Manfred Stohl      |     | Rit | Rit | 10  |     | 6   |     | 12  |     | 32  |     | 8   |     |     |     | Rit | 4     |
| 19   | Henning Solberg    |     | 6   |     | Rit | Rit |     | Rit |     | 10  |     |     | 11  | Rit |     |     |     | 3     |
| 20   | Jani Paasonen      |     | 16  | Rit | 14  |     |     |     | 10  | 6   | 20  |     | Rit |     |     |     | Rit | 3     |
| 21   | Daniel Solà        |     | 20  | 11  | Ret |     | Rit |     | DSQ |     | Rit |     |     |     | Rit | 6   | Rit | 3     |
| 22   | Xevi Pons          | Rit | 46  | 16  | 16  |     | 16  | Rit | Rit | 28  | 15  |     | 24  | Rit | 12  | Rit | 6   | 3     |
| 23   | Luis Pérez Companc |     |     | Rit |     | Rit |     |     | 6   |     |     |     |     | Rit |     |     |     | 3     |
| 24   | Toni Gardemeister  |     |     |     |     |     | Rit |     |     | 8   | 7   |     | 22  | Rit | 9   | 9   |     | 3     |
| 25   | Antony Warmbold    | Rit | 15  | 9   | 19  | Rit | 9   | 8   | 9   | Rit | 13  | 8   | 10  | 8   | 20  | 13  | 14  | 3     |
| 26   | Alistair Ginley    |     |     |     |     | 7   | 11  | Rit |     | 15  | Rit |     | 12  |     |     |     |     | 2     |
| 27   | Jussi Välimäki     | 11  |     | 7   |     | Rit | Rit |     |     | 26  | 14  |     |     |     |     |     |     | 2     |
| 28   | Cody Crocker       |     |     |     | 11  |     |     |     |     |     |     | 14  |     |     |     |     | 7   | 2     |
| 29   | Armin Schwarz      |     |     |     |     |     | Rit |     |     | 12  | 11  |     | Rit | Rit | 8   | 11  |     | 1     |
| 30   | Toshihiro Arai     |     | 26  | 13  | 15  |     |     |     | Rit |     | 18  | 9   |     |     |     |     | 8   | 1     |
| 31   | Olivier Burri      | 8   |     |     |     |     |     |     |     |     |     |     |     |     |     |     |     | 1     |
| 32   | Miguel Campos      | Rit |     |     |     | 8   |     |     |     |     |     |     |     |     |     |     |     | 1     |
| 33   | Aris Vovos         |     |     |     |     |     | 8   |     |     |     |     |     |     |     |     |     |     | 1     |
| 34   | Gabriel Pozzo      |     |     |     |     |     |     |     | 8   |     |     |     |     |     |     |     |     | 1     |
| Pos. | Pilota             | MON | SWE | MEX | NZL | CYP | GRC | TUR | ARG | FIN | GER | JPN | GBR | ITA | FRA | ESP | AUS | Punti |

| Colore  | Risultato                |
| ------- | ------------------------ |
| Oro     | Vincitore                |
| Argento | 2º posto                 |
| Bronzo  | 3º posto                 |
| Verde   | Finito a punti           |
| Blu     | Finito senza punti       |
| Blu     | Non classificato (NC)    |
| Viola   | Ritirato (Rit)           |
| Nero    | Squalificato (SQ)        |
| Nero    | Escluso (ES)             |
| Bianco  | Non ha gareggiato        |
| Bianco  | Iscrizione ritirata (WD) |
| Bianco  | Non partito (NP)         |
| Bianco  | Gara cancellata (C)      |

### Classifica finale costruttori
Da questa stagione si ritornò al sistema secondo il quale ciascun costruttore iscritto al campionato poté schierare al massimo due vetture eleggibili a marcare punti per la classifica generale. Nelle precedenti stagioni 2002 e 2003 il limite massimo era invece di tre anche se potevano contribuire ai punti soltanto i primi due equipaggi classificati.
| Pos. | Squadra                             | Nº | Pilota    | MON | SWE | MEX | NZL | CYP | GRC | TUR | ARG | FIN | GER | JPN | GBR | ITA | FRA | ESP | AUS | Punti |
| ---- | ----------------------------------- | -- | --------- | --- | --- | --- | --- | --- | --- | --- | --- | --- | --- | --- | --- | --- | --- | --- | --- | ----- |
| 1    | Citroën Total WRT                   | 3  | Loeb      | 1   | 1   | Rit | 4   | 1   | 2   | 1   | 2   | 4   | 1   | 2   | 2   | 2   | 2   | Rit | 1   | 194   |
| 1    | Citroën Total WRT                   | 4  | Sainz     | Rit | 5   | 3   | 6   | 3   | 6   | 4   | 1   | 3   | 3   | 5   | 4   | 3   | 3   | 3   | NP  | 194   |
| 2    | Ford BP Rallye Sport                | 7  | Märtin    | 2   | 6   | 1   | 3   | 2   | Rit | 8   | Rit | 2   | 4   | 3   | 3   | Rit | 1   | 1   | Rit | 143   |
| 2    | Ford BP Rallye Sport                | 8  | Duval     | 3   |     | 2   | 8   | Rit | 4   | 5   | 3   |     | 2   | Rit | 5   | 4   | Rit | Rit | 3   | 143   |
| 2    | Ford BP Rallye Sport                | 8  | Tuohino   |     | 4   |     |     |     |     |     |     | 5   |     |     |     |     |     |     |     | 143   |
| 3    | 555 Subaru WRT                      | 1  | Solberg   | 7   | 3   | 4   | 1   | 4   | 1   | 3   | Rit | Rit | Rit | 1   | 1   | 1   | 5   | 4   | Rit | 122   |
| 3    | 555 Subaru WRT                      | 2  | Hirvonen  | Rit | 7   | 5   | 7   | 5   | Rit | 6   | 4   | Rit | 6   | 7   | 7   | Rit | 6   | 5   | 4   | 122   |
| 4    | Marlboro Peugeot Total              | 5  | Grönholm  | 4   | 2   | 6   | 2   | SQ  | Rit | 2   | Rit | 1   | Rit | 4   | Rit | 5   | 4   | 2   | Rit | 101   |
| 4    | Marlboro Peugeot Total              | 6  | Loix      | 5   | Rit |     |     |     |     |     |     |     |     |     |     |     |     | Rit |     | 101   |
| 4    | Marlboro Peugeot Total              | 6  | Rovanperä |     |     | 8   | 5   | SQ  | 3   | Rit | 5   | Rit |     | 6   | 6   | Rit |     |     | 2   | 101   |
| 4    | Marlboro Peugeot Total              | 6  | Robert    |     |     |     |     |     |     |     |     |     | 5   |     |     |     | Rit |     |     | 101   |
| 5    | Mitsubishi Motors Motor Sports MMSP | 9  | Panizzi   | 6   | Rit | 7   | Rit | Rit | 5   | Rit | 6   | 6   | Rit |     |     |     |     |     |     | 17    |
| 5    | Mitsubishi Motors Motor Sports MMSP | 10 | Galli     | Rit |     | Rit |     |     |     | 7   |     |     |     |     |     |     |     |     |     | 17    |
| 5    | Mitsubishi Motors Motor Sports MMSP | 10 | Sohlberg  |     | SQ  |     | Rit | Rit |     |     | Rit | Rit |     |     |     |     |     |     |     | 17    |
| 5    | Mitsubishi Motors Motor Sports MMSP | 10 | Sola      |     |     |     |     |     | Rit |     |     |     | Rit |     |     |     |     |     |     | 17    |
| Pos. | Squadra                             | Nº | Pilota    | MON | SWE | MEX | NZL | CYP | GRC | TUR | ARG | FIN | GER | JPN | GBR | ITA | FRA | ESP | AUS | Punti |

| Colore  | Risultato                |
| ------- | ------------------------ |
| Oro     | Vincitore                |
| Argento | 2º posto                 |
| Bronzo  | 3º posto                 |
| Verde   | Finito a punti           |
| Blu     | Finito senza punti       |
| Blu     | Non classificato (NC)    |
| Viola   | Ritirato (Rit)           |
| Nero    | Squalificato (SQ)        |
| Nero    | Escluso (ES)             |
| Bianco  | Non ha gareggiato        |
| Bianco  | Iscrizione ritirata (WD) |
| Bianco  | Non partito (NP)         |
| Bianco  | Gara cancellata (C)      |

### Campionato mondiale piloti per vetture produzione (PWRC)
Erano validi ai fini del punteggio soltanto sei eventi sui sette totali a disposizione.
| Pos. | Pilota                | SWE | MEX | NZL | ARG | GER | FRA | AUS | Punti |
| ---- | --------------------- | --- | --- | --- | --- | --- | --- | --- | ----- |
| 1    | Niall McShea          |     | 3   | Rit | 4   | 2   | 2   | 2   | 35    |
| 2    | Toshihiro Arai        | 6   | 2   | 5   | Rit | 4   |     | 1   | 30    |
| 3    | Jani Paasonen         | 1   | Rit | 4   | 1   | 5   |     | Rit | 29    |
| 4    | Xevi Pons             | 15  | 5   | 6   | Rit | 1   | 1   |     | 27    |
| 5    | Alister McRae         | 2   | Rit | 3   |     | 3   | 3   | Rit | 26    |
| 6    | Manfred Stohl         | Rit | Rit | 1   | 2   | 10  |     | Rit | 18    |
| 7    | Nasser Al-Attiyah     | 7   | Rit | 7   | 3   |     | 7   | 4   | 17    |
| 8    | Dani Solà             | 3   | 1   | Rit | Rit |     | Rit | Rit | 16    |
| 9    | Fumio Nutahara        |     | 6   | Rit | Rit | Rit | 5   | 3   | 13    |
| 10   | Karamjit Singh        | 10  | 4   | 8   | Rit | 6   |     | Rit | 9     |
| 11   | Marcos Ligato         | Rit | Rit | 2   | Rit |     | Rit | Rit | 8     |
| 12   | Tomasz Kuchar         | 4   | Rit | Rit |     |     | 6   |     | 8     |
| 13   | Sebastian Vollak      | 13  |     | Rit | Rit | 7   | 10  | 5   | 6     |
| 14   | Mark Higgins          | Rit | Rit | Rit | Rit |     | 4   | Rit | 5     |
| 15   | Sergio López-Fombona  | 8   | Rit | 9   | 5   | Rit | Rit |     | 5     |
| 16   | Fabio Frisiero        | 14  |     | Rit | 7   | Rit | 9   | 6   | 5     |
| 17   | Gianluigi Galli       | 5   |     | Rit | Rit | Rit | Rit | Rit | 4     |
| 18   | Georgij Geradžiev Jr. | 11  |     | 10  | 6   | 8   | Rit | Rit | 4     |
| 19   | Ricardo Triviño       | 12  | 7   | 11  | Rit | 9   | 8   |     | 3     |
| 20   | Joakim Roman          | 9   | 8   | Rit |     | Rit | Rit |     | 1     |
| Pos. | Pilota                | SWE | MEX | NZL | ARG | GER | FRA | AUS | Punti |

| Colore  | Risultato                |
| ------- | ------------------------ |
| Oro     | Vincitore                |
| Argento | 2º posto                 |
| Bronzo  | 3º posto                 |
| Verde   | Finito a punti           |
| Blu     | Finito senza punti       |
| Blu     | Non classificato (NC)    |
| Viola   | Ritirato (Rit)           |
| Nero    | Squalificato (SQ)        |
| Nero    | Escluso (ES)             |
| Bianco  | Non ha gareggiato        |
| Bianco  | Iscrizione ritirata (WD) |
| Bianco  | Non partito (NP)         |
| Bianco  | Gara cancellata (C)      |

### Campionato piloti Junior WRC
| Pos. | Pilota               | MON | GRC | TUR | FIN | GBR | ITA | ESP | Punti |
| ---- | -------------------- | --- | --- | --- | --- | --- | --- | --- | ----- |
| 1    | Per-Gunnar Andersson | 8   | Rit | 1   | 1   | Rit | 1   | 2   | 39    |
| 2    | Nicolas Bernardi     | 1   | 2   | Rit | 3   | Rit | 6   | 1   | 37    |
| 3    | Guy Wilks            | Rit | 1   | 3   | Rit | 1   | 2   | Rit | 34    |
| 4    | Kosti Katajamäki     | Rit | Rit | 2   | 2   | 3   | 4   | 5   | 31    |
| 5    | Mirco Baldacci       | 6   | Rit | 6   | 4   | Rit | 3   | 3   | 23    |
| 6    | Larry Cols           | 5   | 4   | Rit | 6   | Rit | 5   | 4   | 21    |
| 7    | Kris Meeke           | 3   | Rit | Rit | Rit | 2   | 7   | 6   | 19    |
| 8    | Urmo Aava            | 2   | Rit | 5   | 5   | Rit | Rit | Rit | 16    |
| 9    | Xevi Pons            | Rit | 3   | Rit | 7   | 5   | Rit | Rit | 12    |
| 10   | Alessandro Broccoli  | 4   | Rit | Rit | Rit | Rit | 8   | 8   | 7     |
| 11   | Jari-Matti Latvala   | Rit | Rit | Rit | Rit | 4   | Rit | 9   | 5     |
| 12   | Guerlain Chicherit   | Rit | Rit | 4   | Rit | Rit | Rit | Rit | 5     |
| 13   | Oliver Marshall      | Rit | 5   | 8   | Rit | Rit | Rit | Rit | 5     |
| 14   | Alan Scorcioni       | Rit | Rit | Rit | Rit | 7   | 10  | 7   | 4     |
| 15   | Luca Betti           | Rit | Rit | Rit | Rit | 6   | Rit | 10  | 3     |
| 16   | Luca Cecchettini     | 7   | Rit | Rit | 8   | Rit | Rit |     | 3     |
| 17   | Conrad Rautenbach    | Rit | Rit | 7   | Rit | Rit | Rit | 11  | 2     |
| 18   | Luca Tabaton         | Rit | Rit | Rit | Rit | 8   | Rit | Rit | 1     |
| Pos. | Pilota               | MON | GRC | TUR | FIN | GBR | ITA | ESP | Punti |

| Colore  | Risultato                |
| ------- | ------------------------ |
| Oro     | Vincitore                |
| Argento | 2º posto                 |
| Bronzo  | 3º posto                 |
| Verde   | Finito a punti           |
| Blu     | Finito senza punti       |
| Blu     | Non classificato (NC)    |
| Viola   | Ritirato (Rit)           |
| Nero    | Squalificato (SQ)        |
| Nero    | Escluso (ES)             |
| Bianco  | Non ha gareggiato        |
| Bianco  | Iscrizione ritirata (WD) |
| Bianco  | Non partito (NP)         |
| Bianco  | Gara cancellata (C)      |